# Yuri Kazakov
Yuri Pávlovich Kazakov (Moscú, Unión Soviétiva, 8 de julio de 1927-Moscú, 29 de noviembre de 1982) fue un notable escritor soviético moderno. 

## Biografía
Nació en una familia de obreros. Durante la Gran Guerra Patria sufrió una contusión: una bomba explotó en el barrio vecino. Desde аquel momento Yuri Kazakov tartamudeó.
Quiso hacerse músico, cursó los estudios en la Escuela Estatal de Música Gnessin, clase de contrabajo en 1951. Comenzó a tocar en la orquesta del Teatro Stanislavski-Nemiróvich-Dánchenko de Moscú, pero su carrera de músico fue complicada. Yuri no supo encontrar el trabajo inamovible. No lo contrataron porque su padre fue sometido a represión en 1933 y desterrado al campo de trabajo y después a Luza en el Óblast de Kírov. El padre de Yuri Kazakov fue rehabilitado en 1956. Yuri visitó a su padre y recorrió el Norte de Rusia (Karelia, el Óblast de Arcángel, el Óblast de Múrmansk, Nueva Zembla), estudió y observó la vida de los pomory. 
En 1952 se entusiasmó con la literatura y cambió el curso de su vida. En 1958 se graduó por el Instituto de Literatura Maksim Gorki (Moscú). Escribió cuentos muy musicales, psicológicos sobre la vida de Rusia aldeana, de la Rusia norteña. Es el máximo exponente del neosentimentalismo o realismo clásico y tenía como fin la representación minuciosa de los movimientos del alma, la psicología intensa. Los críticos lo equiparan al escritor a Iván Bunin, llamándolo el Bunin moderno. Escribió 10 libros de cuentos. El héroe de la prosa de Kazakov es un hombre solitario, con la percepción refinada, con el sentido agudo de falta. 
En 1967 el escritor visitó París. 
Sus cuentos han sido traducidos al inglés, al húngaro, al español (hay varios volúmenes en diversas editoriales, por ejemplo la colección "El mar blanco", Alianza Editorial, 1968; o "La pequeña estación", Planeta, 1966) y a otros idiomas. 
En 2000 fue instaurado en Rusia el Premio Yuri Kazakov para el mejor cuento del año.

## Obras escogidas
Libros de cuentos
- Арктур – гончий пес (1957) – (Arktur, el perro galgo)
- На полустанке - (En un apeadero)
- По дороге (1961) - (En el camino)
- Легкая жизнь - (La vida fácil)
- Голубое и зеленое (1963) - (Lo azul y lo verde)
- Двое в декабре (1966) - (Dos en diciembre)
- Запах хлеба - (El olor del pan)
- Осень в дубовых лесах (1969) - (Otoño en los bosques de robles)
- Во сне ты горько плакал (1977) - (En tu sueño llorabas amargamente)
- Две ночи (Разлучение душ) (1986) - (Dos noches, o la separación de las almas)

Novela corta
- Мальчик из снежной ямы (1972–1976) - (El muchacho del foso de nieve)

Libro de ensayos
- Северный дневник (1977) - (El diario norteño)

Los mejores cuentos
- Голубое и зеленое (1956)- (Lo azul y lo verde)
- Некрасивая (1956) - (La fea)
- Тэдди (1956) - (Teddy)
- Арктур – гончий пес (1957) - {Arktur, el perro galgo)
- Никишкины тайны (1957) - (Los misterios de Nikishka)
- Манька (1958) - (Mañka)
- Ночь - (La noche)
- В город (1960) - (A la ciudad)
- Нестор и Кир (1961) - (Néstor y Kir)
- Кабиасы (1961) - (Los cabiases)
- Осень в дубовых лесах (1961)- (Otoño en los bosques de robles)
- Долгие Крики - (Largos gritos)
- Двое в декабре (1966) - (Dos en diciembre)
- Свечечка (1973) - (La candelilla)
- Во сне ты горько плакал (1977) - (En tu sueño llorabas amargamente)

Guion de cine
- Великий самоед (1980) - (El gran samoyedo)